# William Henry Hadow
Sir William Henry Hadow, CBE (Orde Imperi Britànic), (Ebrington, (Gloucestershire), 27 de desembre de 1859 - Westminster, (Londres), 8 d'abril de 1937) fou un crític musical, compositor i sobre tot un gran pedagog.
Acabats els seus estudis de segona ensenyança i universitaris el 1882, passà a Darmstadt (Alemanya), i després completà els seus estudis musicals a la Universitat d'Oxford sota la direcció de Lloyd, en aquesta Universitat fundà l'Oxford University Musical Club; el 1890 es graduà de batxiller en música, i fins al 1899 (en que fou nomenat successor de Stainer) va romandre allà la càtedra de música de la Universitat.
Va fer una nova edició de la gran obra Oxford History of Music, el volum núm. 5 del qual (The Viennese Period) va compondre ell expressament per a la mateixa. A més d'aquest treball, se li deuen: Studient in modern music (1892/94); A primer o Sonata form (1896) Free Accompaniment of Prison Hymm Singing (Londres, 1928); A primer of Sonata form (1896), i una petita biografia de Haydn titulada A croatian compondre (1897).
Com a compositor se li deuen diverses obres de cant sagrat i una sèrie de peces de música de cambra.
En 1930, a Londres, quan tenia 70 anys, casà amb una amiga de molt temps, Edith Troutbeck (1863-1937), filla del musicòleg i traductor John Troutbeck. Edith morí unes setmanes abans de la mort de Hadow.